# Hauben BE

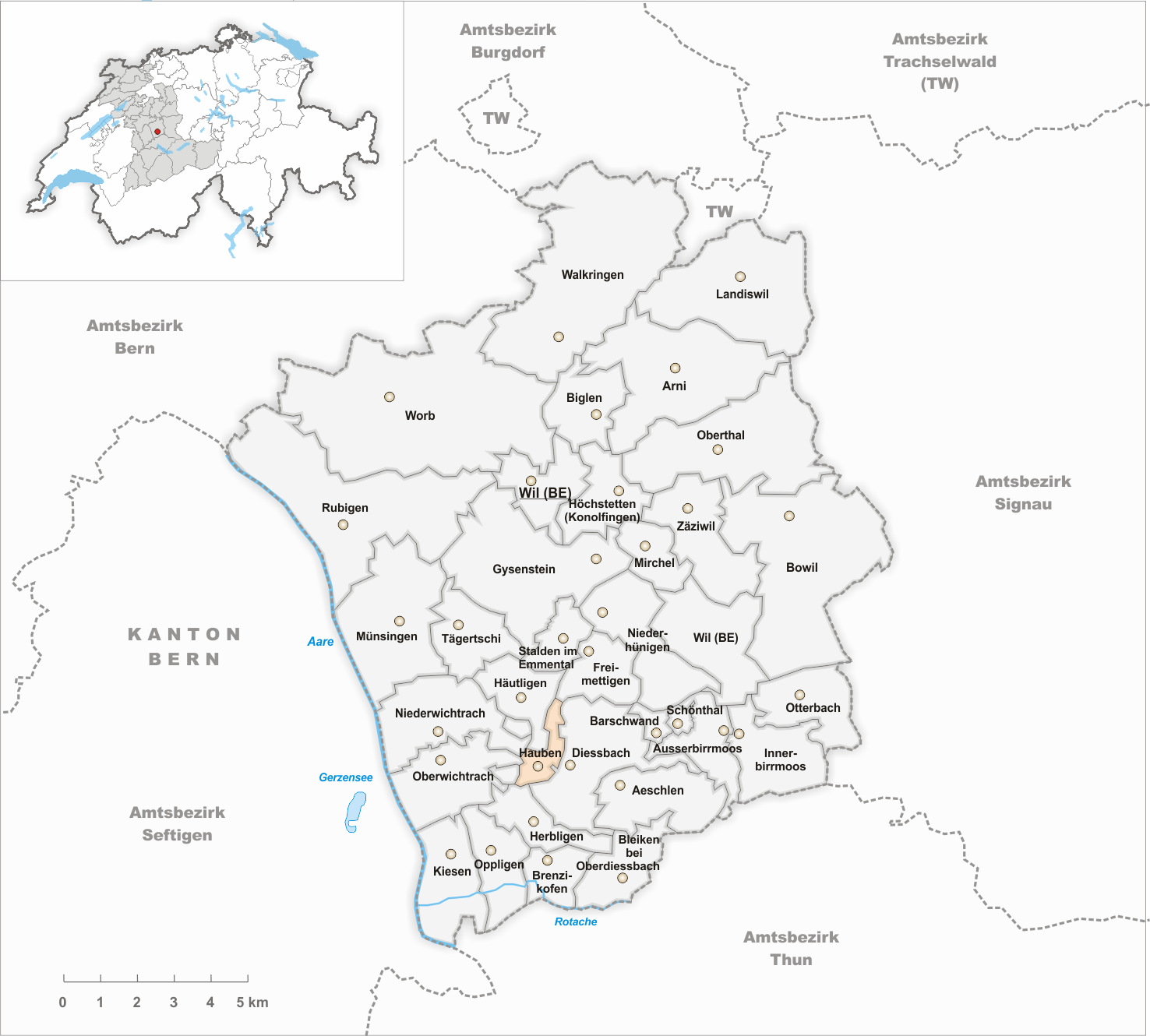
Gemeindestand vor der Fusion am 1. Januar 1888

Hauben ist eine Ortschaft der Gemeinde Oberdiessbach im Verwaltungskreis Bern-Mittelland des Kantons Bern in der Schweiz. Am 1. Januar 1888 wurde die ehemalige Gemeinde mit der Gemeinde Oberdiessbach fusioniert.

## Geschichte
Der Hof Huoba entstand als Spätrodung im Waldgebiet der Herrschaft Diessbach über dem Kiesental auf 760 m ü. M. 1572 wurde er erstmals in Erbleihe vergeben. Durch Güterteilung entstand eine Kleinbauern- und Taunergemeinde ohne Allmend und Wald, die durch das von allen getragene Armenwesen zusammengehalten wurde. Hauben konstituierte sich 1834 als politische Gemeinde; weil es sich als zu klein erwies, wurde es 1887 mit Oberdiessbach vereinigt.
1764 gab es 63 Einwohner. 1850 waren es 120 und 115 im Jahr 1880.